# Axinella aruensis
Axinella aruensis är en svampdjursart som först beskrevs av Jörn Hentschel 1912.  Axinella aruensis ingår i släktet Axinella och familjen Axinellidae.
Artens utbredningsområde är havet kring Indonesien. Inga underarter finns listade i Catalogue of Life.